# Kanton La Guerche-de-Bretagne
Kanton La Guerche-de-Bretagne (francouzsky Canton de La Guerche-de-Bretagne) je francouzský kanton v departementu Ille-et-Vilaine v regionu Bretaň. Tvoří ho 12 obcí.

## Obce kantonu
- Availles-sur-Seiche
- Bais
- Chelun
- Drouges
- Eancé
- La Guerche-de-Bretagne
- Moutiers
- Moulins
- Moussé
- Rannée
- La Selle-Guerchaise
- Visseiche